# Inthronisation
Die Inthronisation eines neuen Monarchen erfolgt unmittelbar mit der Königswahl oder in der Erbmonarchie mit dem Tod des Regenten. Der Inthronisierung folgt nicht zwingend die Krönung; jedoch ist der damit verbundene Empfang des Gottesgnadentum sowie der Insignien wie Krone, Reichsapfel und Zepter als Zeichen der Macht von zentraler symbolischer Bedeutung.

## Inthronisation eines Papstes
Unter Inthronisation eines Papstes versteht man die feierliche Zeremonie, bei der der neugewählte Papst auf der Kathedra Petri – dem (Bischofs‑)Sitz des Apostels Petrus – Platz nimmt. Es ist die symbolische Inbesitznahme der Leitungsgewalt der römisch-katholischen Kirche.
Üblicherweise wurde sie seit einer Verfügung Papst Nikolaus II. von 1059 zur Amtseinführung eines neuen Papstes zusammen mit der Krönung zelebriert; diese Zeremonie hatte jedoch keine rechtliche Bedeutung. Schon mit der Wahl erhält der neue Papst die oberste Leitungsgewalt; wenn er noch nicht Bischof ist, mit der unmittelbar folgenden Bischofsweihe.
Die Zeremonie ist seit dem Amtsantritt Johannes Pauls I. schlichter und wird ohne Aufsetzung der dreifachen Krone des Papstes (Tiara) zelebriert. In der Folge war diese bis Johannes Paul II. nur noch Bestandteil des Papstwappens. Seit Benedikt XVI. enthält das Wappen nur noch die Mitra und das Pallium als Insignien des Bischofs von Rom.
Während der Zeremonie der feierlichen Amtseinführung wird dem Papst das Pallium, ein Schulterband aus der Wolle eines gesegneten Lammes, umgelegt und der Fischerring überreicht.
Die Zeichenhandlung,  vor den Augen des neuen Papstes dreimal ein Stück Werg zu verbrennen, um ihm die Vergänglichkeit allen Ruhmes vorzuhalten, verbunden mit dem Ausruf Sancte Pater, sic transit gloria mundi „Heiliger Vater, so vergeht der Ruhm der Welt“, ist ebenfalls entfallen.

## Inthronisation eines Patriarchen
Unter Inthronisation eines Patriarchen versteht man die feierliche Zeremonie, bei der ein neugewählter Patriarch einer orthodoxen oder katholischen Kirche in sein Amt eingeführt wird. Es ist die symbolische Inbesitznahme der Leitungsgewalt der entsprechenden Kirche.

## Inthronisation eines Bischofs

Ordnung der kirchlichen Feier in der Domkirche zu Salzburg am Sonntag, den 13. Jänner 1901, an welchem Tage die feierliche Übergabe des Palliums an den Hochwürdigsten Hochgeborenen Herrn Herrn, von Seiner Heiligkeit Papst Leo XIII. confirmierten Fürsterzbischof von Salzburg Johannes Katschthaller und hochdessen Inthronisation stattfinden wird.

Erst wenn ein Diözesanbischof die Kathedra eingenommen (den Bischofsstuhl in der Kathedrale des Bistums besetzt) hat, hat er die Amtsgewalt in der Diözese (can. 382 § 1 CIC). Nach der Verlesung der päpstlichen Ernennungsurkunde durch den Dompropst wird der neue Bischof vom Metropoliten  zum Bischofsthron geleitet und setzt sich darauf. Mit dieser Symbolhandlung nimmt er gleichsam das Bistum in Besitz. Anschließend feiert er in Konzelebration mit dem Domkapitel und dem Bistumsklerus ein Pontifikalamt als erste Heilige Messe in der Domkirche. Die feierliche Amtseinführung eines neuen Bischofs soll innerhalb von längstens vier Monaten nach der Ernennung durch den Papst vorgenommen werden, wenn er bereits zum Bischof geweiht ist, innerhalb von zwei Monaten (can. 382 § 2 CIC).
Die Inthronisation folgt in der Regel einem ausgefeilten liturgischen Procedere:
- Vorbereitende Riten: Der neue Bischof und die Konzelebranten ziehen (über den Domplatz) zum Domportal.
- Das Domkapitel und die Altarassistenz ziehen vom Altar durch den Dom zum Domportal und empfangen dort den neuen Bischof (der keine Mitra, sondern den Pileolus trägt und keinen Bischofsstab mitführt).
- Der Metropolit stellt den neuen Bischof am Domportal dem Domkapitel vor.
- Der Dompropst oder der Domdekan reicht dem neuen Bischof Weihwasser, mit dem er sich selbst und die Umstehenden besprengt und segnet.
- Einzug in die Kathedrale: Domkapitel und Altarassistenz begleiten den neuen Bischof und die Konzelebranten in den Dom.
- Hauptzelebrant (der neue Bischof) und Konzelebranten küssen den Altar, die Konzelebranten nehmen ihre Plätze ein. Der Nuntius, der neue Bischof und der Dompropst oder Domdekan stehen hinter dem Altar.
- Der Metropolit eröffnet den Gottesdienst mit dem Kreuzzeichen und spricht ein Grußwort.
- Danach bittet der Metropolit den Apostolischen Nuntius um die Überreichung des Apostolischen Schreibens.
- Amtseinführung: Der Apostolische Nuntius spricht ein Grußwort und überreicht dem neuen Bischof die Ernennungsurkunde, eine handgeschriebene Bulle.
- Der Bischof gibt die Ernennungsurkunde an den Dompropst oder Domdekan weiter, der zunächst zum Domkapitel geht und diesem die Urkunde zeigt. Danach verliest er am Ambo den Text der Urkunde. Zum Schluss wendet er sich dem Bischof zu und spricht: „Mit Freude stelle ich fest, dass Sie der neue rechtmäßige Bischof von N. N. sind.“
- Gang zur Kathedra: Der Metropolit führt nun den neuen Bischof zur Kathedra, Nuntius, Domdekan und Diakon folgen und gehen an ihre Plätze.
- An der Kathedra angekommen, spricht der Metropolit den neuen Bischof an: „Ich bitte Sie, ihr Amt anzutreten, indem Sie auf der Kathedra des Bischofs von N. N. Platz nehmen.“
- Bischöfliche Insignien: Der Bischof setzt sich und erhält vom Metropoliten die Mitra.
- Der Vorgänger im Bischofsamt oder der Dompropst übergibt dem neuen Bischof den Hirtenstab mit einem Segenswort.
- Zustimmung der Gemeinde: Die Gemeinde gibt ihre Zustimmung mit einem festlichen Gesang.
- Friedensgruß: Der neue Bischof tauscht mit dem Metropoliten, dem Apostolischen Nuntius und dem Domkapitel den Friedensgruß aus. Dazu kommt das Domkapitel zur Kathedra.
- Treueversprechen: Der Klerus erneuert das Treueversprechen der Weihe. (Dies leisten einige Priester und Diakone stellvertretend.)
- Vertreter der hauptamtlichen Mitarbeiter, der Ordensleute, der Caritas, der diözesanen Gremien bekunden Verbundenheit und Bereitschaft zur Zusammenarbeit. Der Bischof antwortet jeweils mit einem Segenswort.
- Die anwesenden Bischöfe kommen zur Kathedra und geben ein Zeichen der Verbundenheit (Friedenskuss).
- Pontifikalamt: Wortgottesdienst und Eucharistiefeier mit dem neuen Bischof als Hauptzelebranten schließen sich an.